# Hildebrand
Hildebrand (nórdico antiguo: Hildibrandr) es un personaje legendario que aparece en diversas fuentes literarias y sagas nórdicas como el Cantar de Hildebrando, Nibelungenlied, la canción Muerte de Hildebrand y Gesta Danorum de Saxo Grammaticus, que lo presenta con el nombre de Hildiger.

## Etimología
La etimología de su nombre significa espada de batalla. Hild significa "batalla" y brand significa "espada". El nombre es muy típico y posiblemente de origen longobardo.

## Vida
Según la leyenda Hildebrand era un gran caudillo y guerrero, en su escudo de color rojo llevaba los retratos de los guerreros que había matado. En Hildebrandslied, Hildebrand lucha contra su hijo Hadubrand. De hecho, Hildebrand se convierte en escudero de Dietrich, y se ve obligado a abandonar su hogar, su esposa e hijo.
Treinta años más tarde, Hildebrand regresa como rey de los hunos y encuentra a su hijo Hadubrand liderando las tropas contra el invasor. Los dos caudillos se encuentran, era costumbre al presentarse recitar la genealogía de los caudillos para evitar la muerte de familiares.
Hadubrand se presenta como hijo de Hildebrand, pero piensa que su padre está muerto y que el guerrero que tiene delante es un impostor que quiere engañarle. En Hildebrandslied se menciona la lucha entre padre e hijo, pero el texto final se ha perdido y se desconoce el resultado de la batalla. 
La canción escandinava "muerte de Hildebrand", si menciona el final de la historia. Explica como Hildebrand lucha contra un medio hermano y acaba mortalmente herido y que en su escudo aparece el retrato de su hijo, Hadubrand. Moribundo, le ruega a su contrincante que cubra su cuerpo y lo entierre con dignidad.
Hildebrand ha sido asociado con personajes históricos del siglo V y VI como Teodorico el Grande y Odoacro, aunque no se puede identificar con seguridad como personaje histórico.